# Olympische Sommerspiele 2016/Leichtathletik – Kugelstoßen (Frauen)

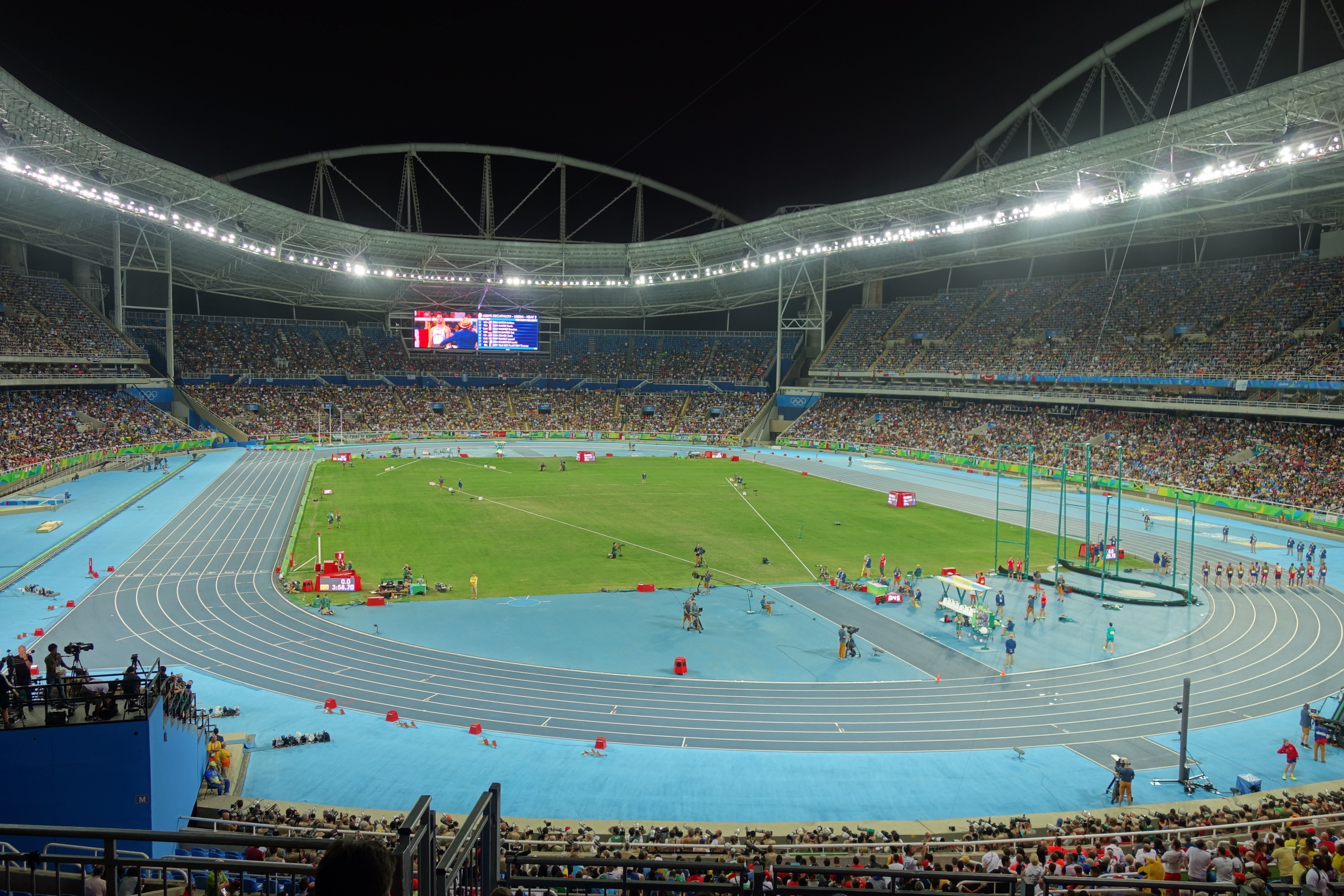
Innenraum des Estádio Olímpico João Havelange während der Spiele von Rio

Das Kugelstoßen der Frauen bei den Olympischen Spielen 2016 in Rio de Janeiro wurde am 12. August 2016 im Estádio Nilton Santos ausgetragen. 36 Athletinnen nahmen teil.
Olympiasiegerin wurde die US-Amerikanerin Michelle Carter. Sie gewann vor der Neuseeländerin Valerie Adams und der Ungarin Anita Márton.
Für Deutschland starteten Sara Gambetta, Christina Schwanitz und Lena Urbaniak. Gambetta und Urbaniak scheiterten in der Qualifikation. Schwanitz qualifizierte sich für das Finale und belegte Rang sechs. 

Athletinnen aus der Schweiz, Österreich und Liechtenstein nahmen nicht teil.

## Aktuelle Titelträgerinnen
| Olympiasiegerin                         | Valerie Adams ( Neuseeland)         | 20,70 m | London 2012    |
| Weltmeisterin                           | Christina Schwanitz ( Deutschland)  | 20,37 m | Peking 2015    |
| Europameisterin                         | Christina Schwanitz ( Deutschland)  | 20,17 m | Amsterdam 2016 |
| Nord-/Zentralamerika-/Karibik-Meisterin | Jillian Camarena-Williams ( USA)    | 18,62 m | San José 2015  |
| Südamerika-Meisterin                    | Geisa Arcanjo ( Brasilien)          | 17,76 m | Lima 2015      |
| Asienmeisterin                          | Guo Tianqian ( Volksrepublik China) | 18,59 m | Wuhan 2015     |
| Afrikameisterin                         | Auriol Dongmo ( Kamerun)            | 17,64 m | Durban 2016    |
| Ozeanienmeisterin                       | Milika Tuivanuavou ( Fidschi)       | 14,35 m | Cairns 2015    |

## Rekorde

### Bestehende Rekorde
| Weltrekord         | Natalja Lissowskaja ( Sowjetunion) | 22,63 m | Moskau, Sowjetunion (heute Russland)           | 7. Juni 1987  |
| Olympischer Rekord | Ilona Slupianek ( DDR)             | 22,41 m | Finale OS Moskau, Sowjetunion (heute Russland) | 24. Juli 1980 |

Der seit 1980 bestehende olympische Rekord wurde auch bei diesen Spielen nicht erreicht. Der weiteste Stoß gelang der US-amerikanischen Olympiasiegerin Michelle Carter mit 20,63 m in ihrem sechsten und letzten Versuch im Finale am 12. August. Damit blieb sie 1,78 m unter dem Olympia- und genau zwei Meter unter dem Weltrekord.

### Rekordverbesserung
Es wurden zwei neue Landesrekorde aufgestellt:
- 20,63 m – Michelle Carter (USA), sechster Versuch im Finale am 12. August
- 19,87 m – Anita Márton (Ungarn), sechster Versuch im Finale am 12. August

## Legende
Kurze Übersicht zur Bedeutung der Symbolik – so üblicherweise auch in sonstigen Veröffentlichungen verwendet:
| – | verzichtet |
| x | ungültig   |

Anmerkungen:
- Alle Zeitangaben sind auf die Ortszeit Rio (UTC-3) bezogen.
- Alle Weiten sind in Metern (m) angegeben.

## Qualifikation
Die Qualifikation wurde in zwei Gruppen durchgeführt. Sechs Athletinnen (hellblau unterlegt) erreichten die Qualifikationsweite für den direkten Finaleinzug von 18,40 m. Damit war die Mindestanzahl von zwölf Finalteilnehmerinnen nicht erreicht. So wurde das Finalfeld mit den sechs nächstbesten Springerinnen beider Gruppen (hellgrün unterlegt) auf zwölf Wettbewerberinnen aufgefüllt. Für die Finalteilnahme waren schließlich 17,76 m zu erbringen.

### Gruppe A
12. August 2016, 10.05 Uhr
| Platz | Name              | Nation              | 1. Versuch | 2. Versuch | 3. Versuch | Weite (m) |
| ----- | ----------------- | ------------------- | ---------- | ---------- | ---------- | --------- |
| 1     | Valerie Adams     | Neuseeland          | 19,74      | –          | –          | 19,74     |
| 2     | Michelle Carter   | USA                 | 17,95      | 19,01      | –          | 19,01     |
| 3     | Raven Saunders    | USA                 | x          | 18,83      | –          | 18,83     |
| 4     | Cleopatra Borel   | Trinidad und Tobago | 16,94      | 17,78      | 18,20      | 18,20     |
| 5     | Natalia Ducó      | Chile               | 18,18      | x          | x          | 18,18     |
| 6     | Aljona Dubizkaja  | Belarus             | x          | x          | 17,76      | 17,76     |
| 7     | Melissa Boekelman | Niederlande         | 16,97      | 17,69      | x          | 17,69     |
| 8     | Bian Ka           | Volksrepublik China | 17,68      | 17,36      | 16,84      | 17,68     |
| 9     | Brittany Crew     | Kanada              | 16,67      | x          | 17,45      | 17,45     |
| 10    | Sara Gambetta     | Deutschland         | x          | 16,93      | 17,24      | 17,24     |
| 11    | Emel Dereli       | Türkei              | 17,01      | 16,86      | x          | 17,01     |
| 12    | Saily Viart       | Kuba                | 15,82      | x          | 16,99      | 16,99     |
| 13    | Olha Holodna      | Ukraine             | 16,10      | 16,35      | 16,83      | 16,83     |
| 14    | Nwanneka Okwelogu | Nigeria             | 16,67      | x          | x          | 16,67     |
| 15    | Sandra Lemos      | Kolumbien           | 16,46      | 16,46      | 16,12      | 16,46     |
| 16    | Leila Rajabi      | Iran                | 16,10      | 16,34      | 16,16      | 16,34     |
| 17    | Gao Yang          | Volksrepublik China | 16,17      | 15,48      | x          | 16,17     |
| 18    | Dimitriana Surdu  | Moldau              | 15,14      | 15,17      | 15,25      | 15,25     |

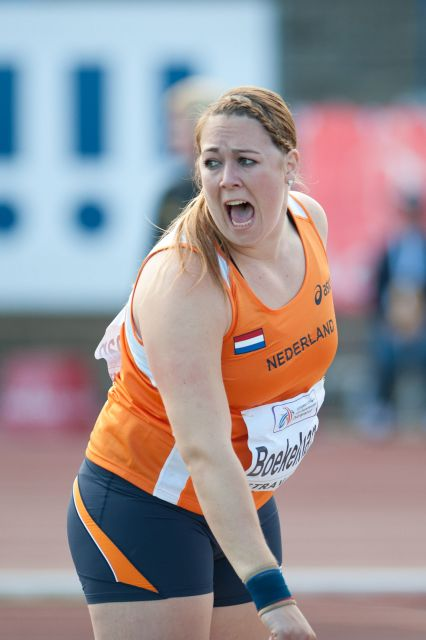
Melissa Boekelman Ostrava 2011 – ausgeschieden mit 17,69 m

Weitere in Qualifikationsgruppe A ausgeschiedene Kugelstoßerinnen:

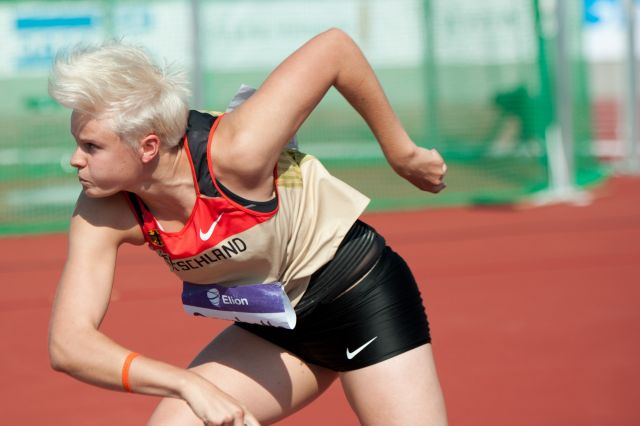
Sara Gambetta – 17,24 m
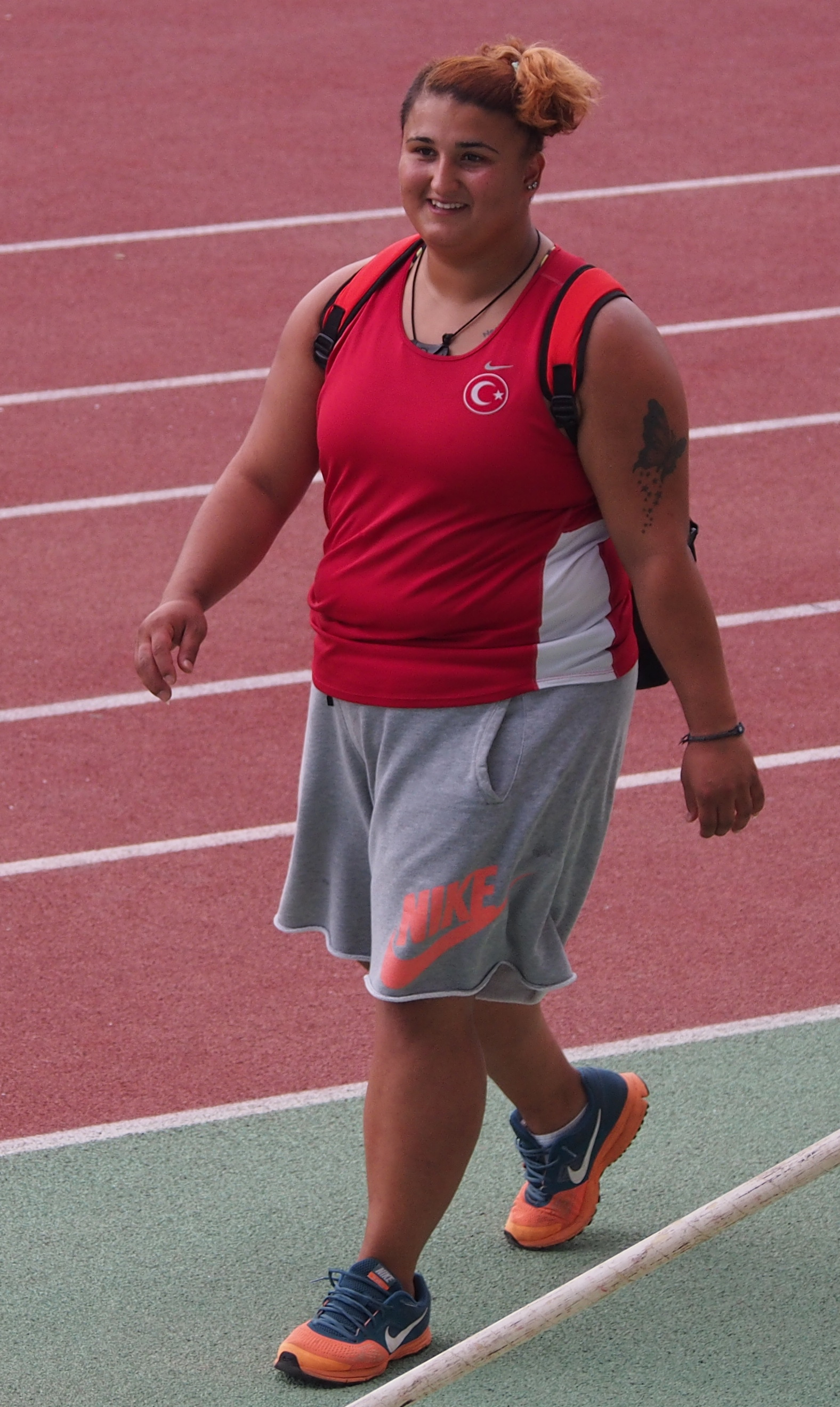
Emel Dereli – 17,01 m
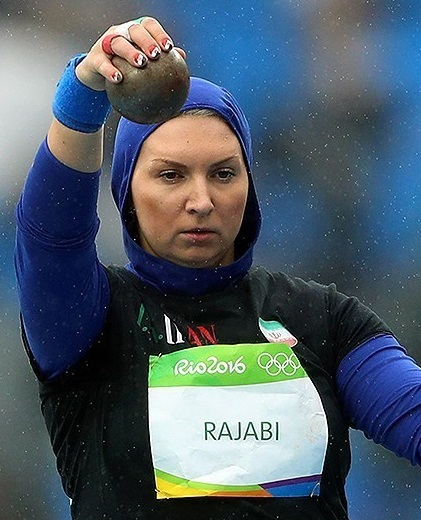
Leila Rajabi – 16,34 m

### Gruppe B
12. August 2016, 10.05 Uhr
| Platz | Name                 | Nation              | 1. Versuch | 2. Versuch | 3. Versuch | Weite (m) |
| ----- | -------------------- | ------------------- | ---------- | ---------- | ---------- | --------- |
| 1     | Christina Schwanitz  | Deutschland         | 19,18      | –          | –          | 19,18     |
| 2     | Gong Lijiao          | Volksrepublik China | 18,74      | –          | –          | 18,74     |
| 3     | Anita Márton         | Ungarn              | 18,51      | –          | –          | 18,51     |
| 4     | Geisa Arcanjo        | Brasilien           | 18,27      | 17,67      | x          | 18,27     |
| 5     | Auriol Dongmo        | Kamerun             | 17,92      | 17,71      | x          | 17,92     |
| 6     | Alena Abramtschuk    | Belarus             | 17,78      | 17,19      | 16,97      | 17,78     |
| 7     | Paulina Guba         | Polen               | 17,70      | 17,56      | x          | 17,70     |
| 8     | Felisha Johnson      | USA                 | x          | 17,64      | 17,69      | 17,69     |
| 9     | Julija Leanzjuk      | Belarus             | 17,66      | x          | 16,69      | 17,66     |
| 10    | Ahymará Espinoza     | Venezuela           | x          | 17,27      | 16,77      | 17,27     |
| 11    | Radoslawa Mawrodiewa | Bulgarien           | x          | 17,11      | 17,20      | 17,20     |
| 12    | Yaniuvis López       | Kuba                | 17,15      | x          | x          | 17,15     |
| 13    | Manpreet Kaur        | Indien              | 16,68      | 17,06      | 16,76      | 17,06     |
| 14    | Danniel Thomas       | Jamaika             | 16,70      | 16,43      | 16,99      | 16,99     |
| 15    | Taryn Suttie         | Kanada              | 16,55      | 16,74      | 16,60      | 16,74     |
| 16    | Lena Urbaniak        | Deutschland         | 16,32      | 16,62      | x          | 16,62     |
| 17    | Halyna Obleschtschuk | Ukraine             | 15,81      | x          | x          | 15,81     |
| 18    | Jéssica Inchude      | Guinea-Bissau       | 14,12      | 15,15      | 14,84      | 15,15     |

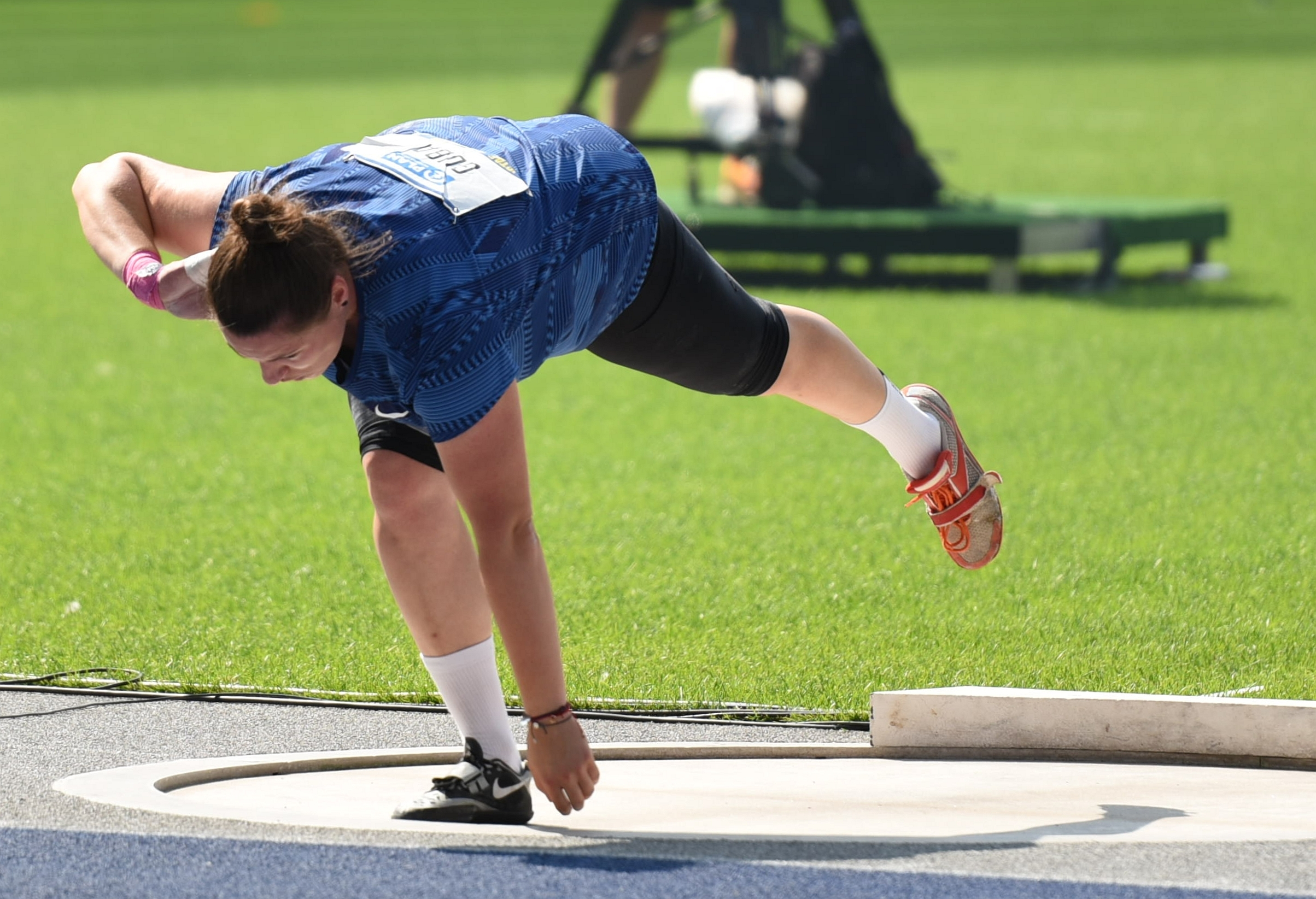
Paulina Guba – ausgeschieden mit 17,70 m

Weitere in Qualifikationsgruppe B ausgeschiedene Kugelstoßerinnen:

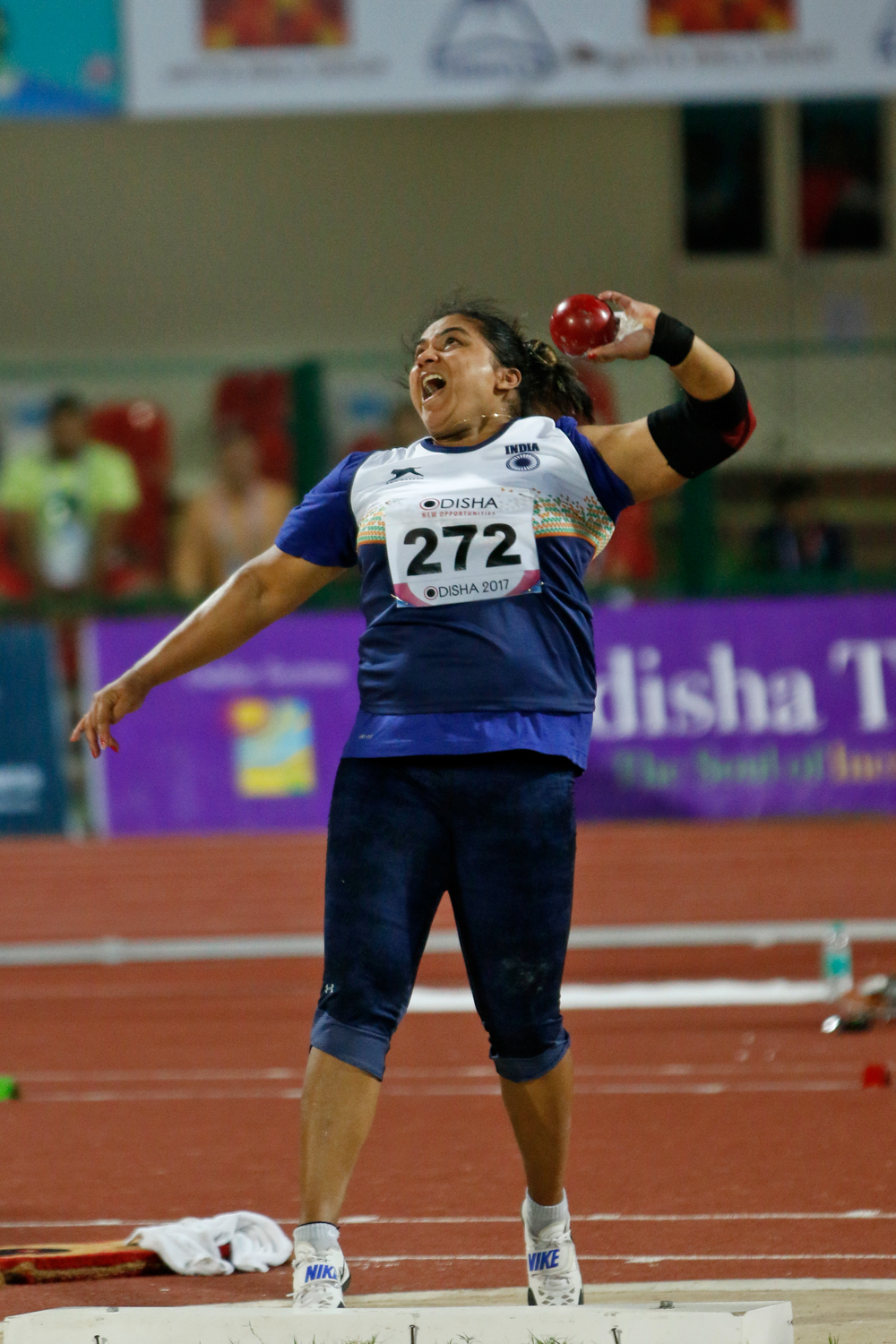
Manpreet Kaur – 17,06 m
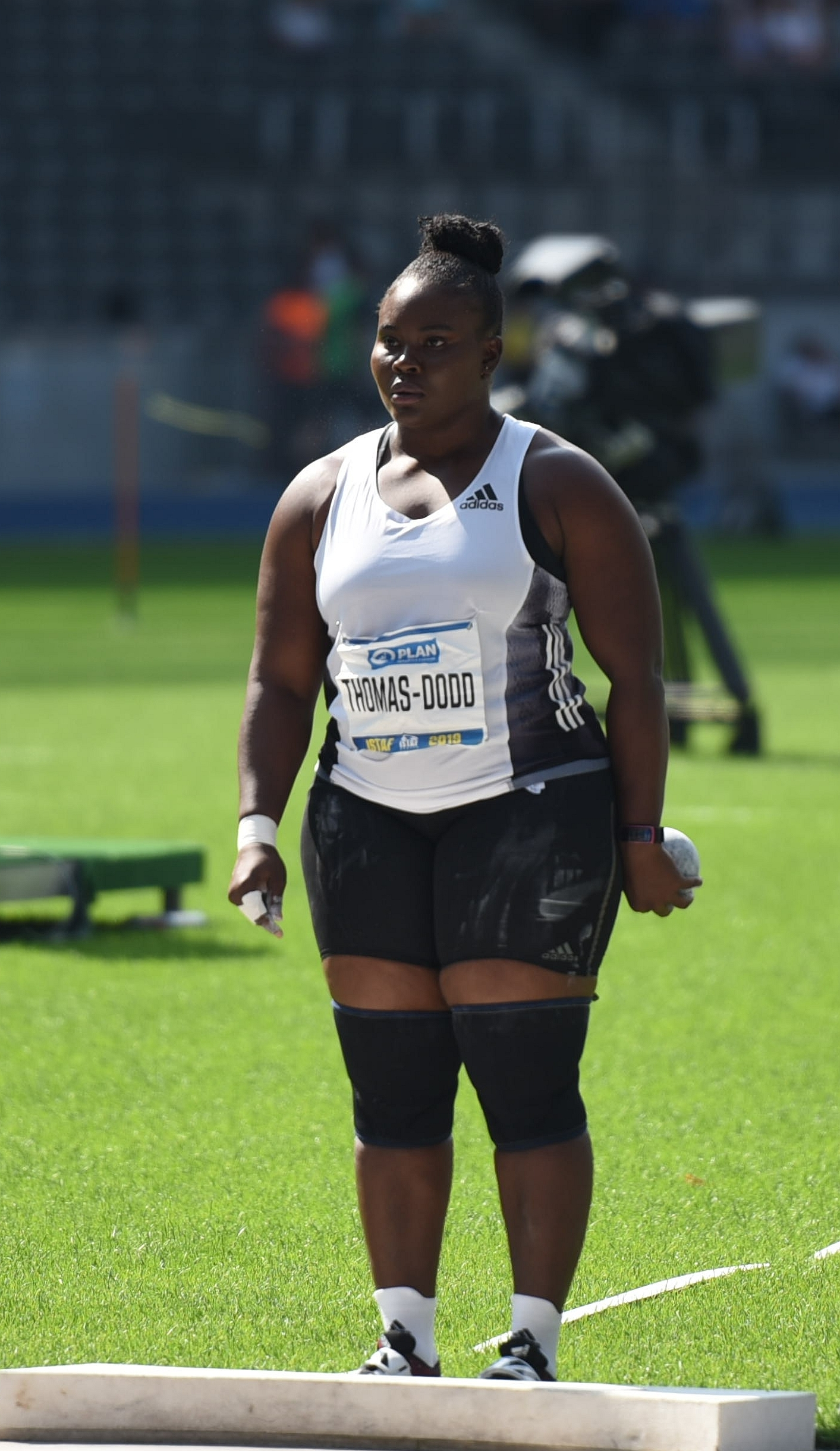
Danniel Thomas – 16,99 m
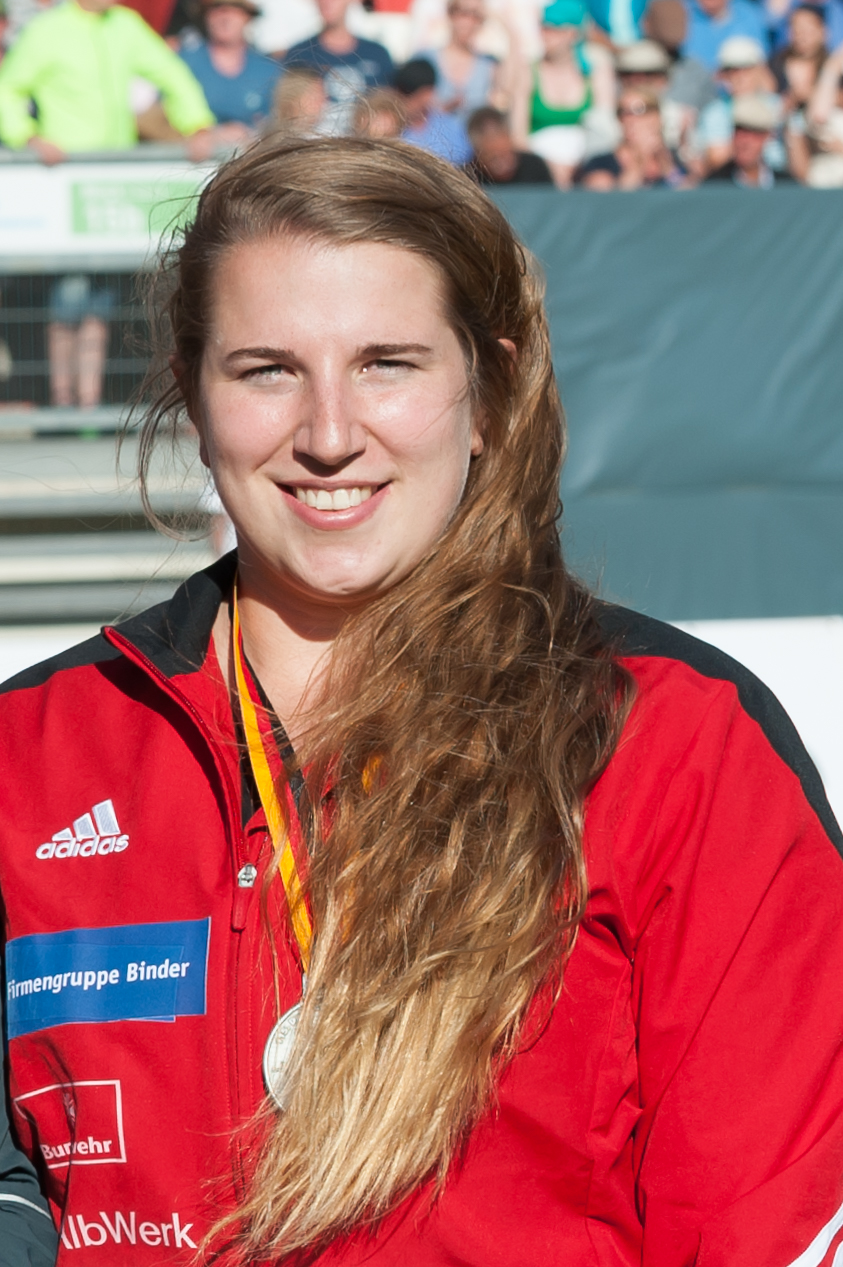
Lena Urbaniak – 16,62 m

## Finale
12. August 2016, 22.00 Uhr
| Platz | Name                | Nation              | 1. Versuch | 2. Versuch | 3. Versuch | 4. Versuch                                  | 5. Versuch                                  | 6. Versuch                                  | Weite (m) | Anmerkung |
| ----- | ------------------- | ------------------- | ---------- | ---------- | ---------- | ------------------------------------------- | ------------------------------------------- | ------------------------------------------- | --------- | --------- |
| 1     | Michelle Carter     | USA                 | 19,12      | 19,82      | 19,44      | 19,87                                       | 19,84                                       | 20,63                                       | 20,63     | NR        |
| 2     | Valerie Adams       | Neuseeland          | 19,79      | 20,42      | 19,80      | x                                           | x                                           | 20,39                                       | 20,42     |           |
| 3     | Anita Márton        | Ungarn              | 17,60      | 18,72      | 19,39      | 19,38                                       | 19,10                                       | 19,87                                       | 19,87     | NR        |
| 4     | Gong Lijiao         | Volksrepublik China | 18,98      | 19,39      | 19,18      | x                                           | x                                           | x                                           | 19,39     |           |
| 5     | Raven Saunders      | USA                 | 18,88      | x          | x          | x                                           | x                                           | 19,35                                       | 19,35     |           |
| 6     | Christina Schwanitz | Deutschland         | 19,03      | x          | x          | x                                           | x                                           | 18,92                                       | 19,03     |           |
| 7     | Cleopatra Borel     | Trinidad und Tobago | 18,05      | 18,24      | x          | 17,94                                       | 18,37                                       | x                                           | 18,37     |           |
| 8     | Aljona Dubizkaja    | Belarus             | 18,00      | 18,23      | x          | x                                           | x                                           | x                                           | 18,23     |           |
|       |                     |                     |            |            |            |                                             |                                             |                                             |           |           |
| 9     | Geisa Arcanjo       | Brasilien           | 17,50      | 17,68      | 18,16      | nicht im Finale der besten acht Athletinnen | nicht im Finale der besten acht Athletinnen | nicht im Finale der besten acht Athletinnen | 18,16     |           |
| 10    | Natalia Ducó        | Chile               | 18,07      | 17,73      | 17,99      | nicht im Finale der besten acht Athletinnen | nicht im Finale der besten acht Athletinnen | nicht im Finale der besten acht Athletinnen | 18,07     |           |
| 11    | Alena Abramtschuk   | Belarus             | 17,37      | x          | x          | nicht im Finale der besten acht Athletinnen | nicht im Finale der besten acht Athletinnen | nicht im Finale der besten acht Athletinnen | 17,37     |           |
| 12    | Auriol Dongmo       | Kamerun             | x          | 16,99      | 16,82      | nicht im Finale der besten acht Athletinnen | nicht im Finale der besten acht Athletinnen | nicht im Finale der besten acht Athletinnen | 16,99     |           |

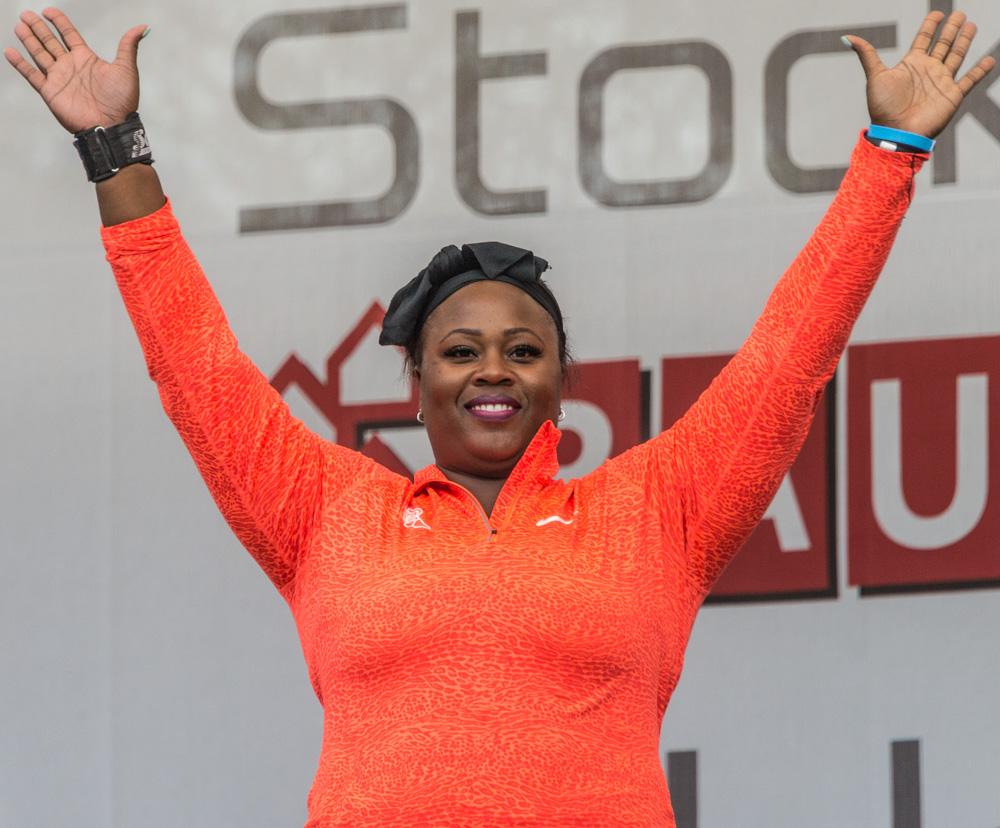
Überraschende Olympiasiegerin: Michelle Carter

Im Finale hatte jede Teilnehmerin zunächst drei Versuche, die Weiten der Qualifikationsrunde wurden nicht gewertet. Den besten acht Athletinnen standen im Anschluss drei weitere Versuche zu.
Für das Finale hatten sich zwölf Athletinnen qualifiziert, sechs von ihnen über die Qualifikationsweite, sechs weitere über ihre Platzierungen. Je zwei US-Amerikanerinnen und Weißrussinnen kämpften mit jeweils einer Athletin aus Brasilien, Chile, China, Deutschland, Neuseeland, Trinidad und Tobago, Ungarn und den USA um die Medaillen.
Als Favoritin ging die neuseeländische Olympiasiegerin von 2012 und Weltmeisterin von 2013 Valerie Adams an den Start. Weitere Medaillenkandidatinnen waren die chinesische Vizeweltmeisterin von 2015 Gong Lijiao, die US-amerikanische WM-Dritte von 2015 und WM-Vierte von 2013 Michelle Carter sowie die deutsche Weltmeisterin von 2015 und zweifache Europameisterin (2014/2016) Christina Schwanitz, die allerdings nicht ganz die Form hatte, um mit den Besten mitzuhalten.
Adams ging dann auch wie erwartet in der ersten Runde in Führung, die sie in Durchgang zwei auf 20,42 m ausbaute. Schwanitz stieß im ersten Versuch 19,03 m und lag damit auf Platz drei hinter der US-Amerikanerin Michelle Carter. die 19,12 m und im zweiten Versuch 19,82 m erzielt hatte. Die Chinesin Gong Lijiao schob sich im zweiten Versuch mit 19,39 m an Schwanitz vorbei. Der Ungarin Anita Márton stieß in Durchgang drei ebenfalls 19,39 m und war damit Vierte, weil die Chinesin den besseren zweitbesten Versuch zu Buche stehen hatte. Carter sicherte ihren zweiten Platz weiter ab und hatte nach ihrem vierten Stoß mit 19,87 m einen Vorsprung von 48 cm vor Lijiao und Márton.
Die sechste und letzte Runde brachte dann noch einmal eine große Veränderung. Die US-Amerikanerin Raven Saunders zog mit 19,35 m an Schwanitz vorbei auf Rang fünf. Márton erzielte 19,87 m und lag nur aufgrund der schlechteren zweitbesten Weite auf Rang drei. Michelle Carter stieß die Kugel auf 20,63 m und verbesserte damit den Landesrekord der USA. Ganz überraschend wurde sie Olympiasiegerin. Valerie Adams konnte sich mit 20,39 m nicht mehr verbessern und gewann mit ihrem Stoß von 20,42 m aus dem zweiten Durchgang die Silbermedaille. Anita Márton errang die Bronze, sie hatte mit 19,87 m neuen ungarischen Landesrekord gestoßen. Gong Lijiao wurde Vierte vor Raven Saunders und Christina Schwanitz.
Michelle Carter gewann die erste Goldmedaille für die USA im Kugelstoßen der Frauen.

Anita Márton war die erste ungarische Medaillengewinnerin in dieser Disziplin.

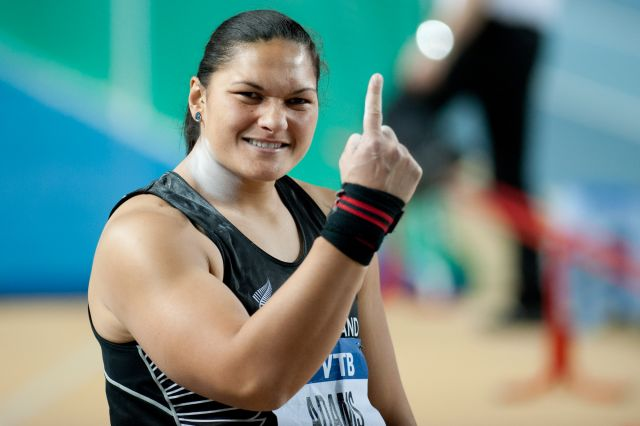
Silbermedaillengewinnerin Valerie Adams
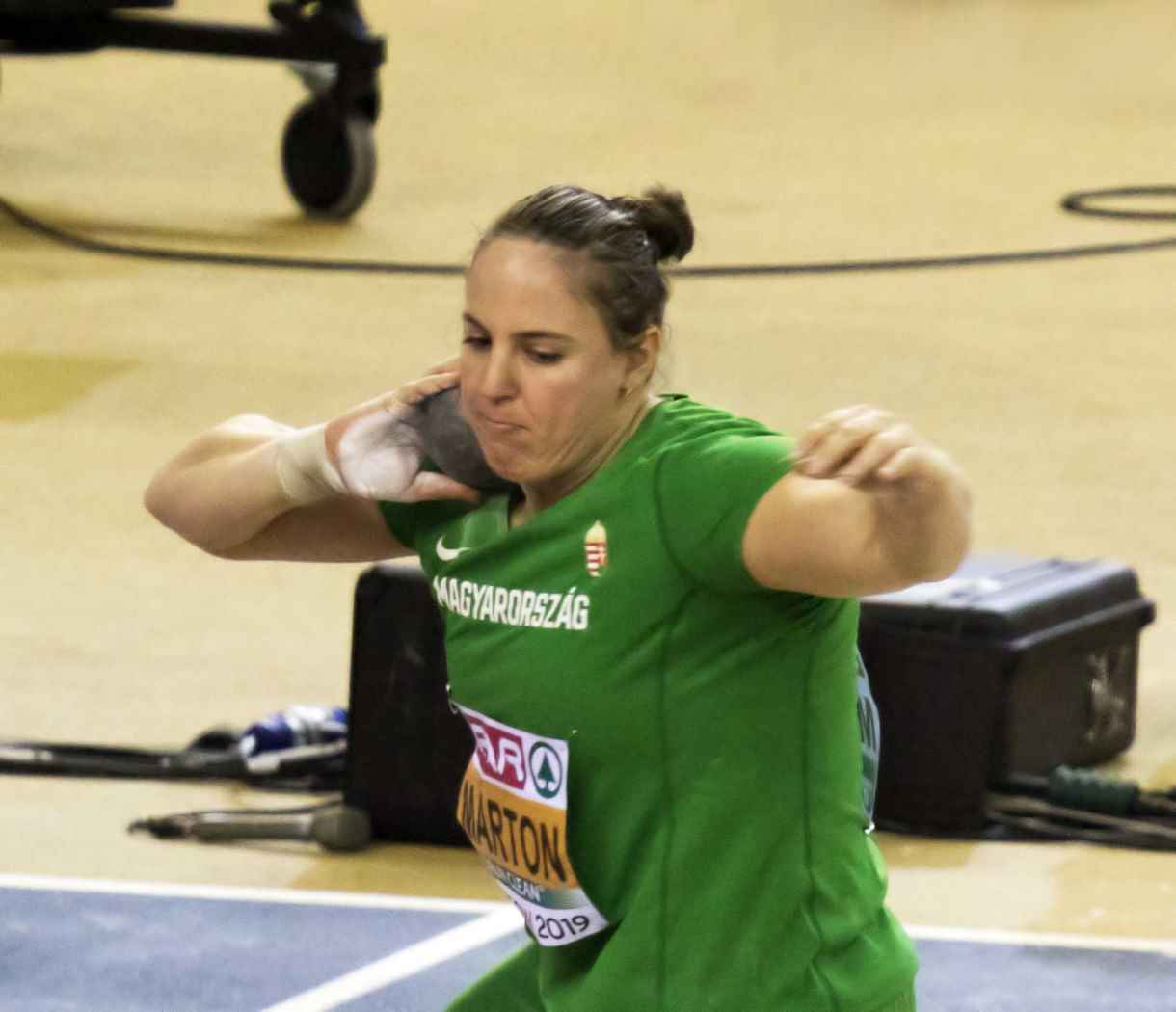
Bronzemedaillengewinnerin Anita Márton

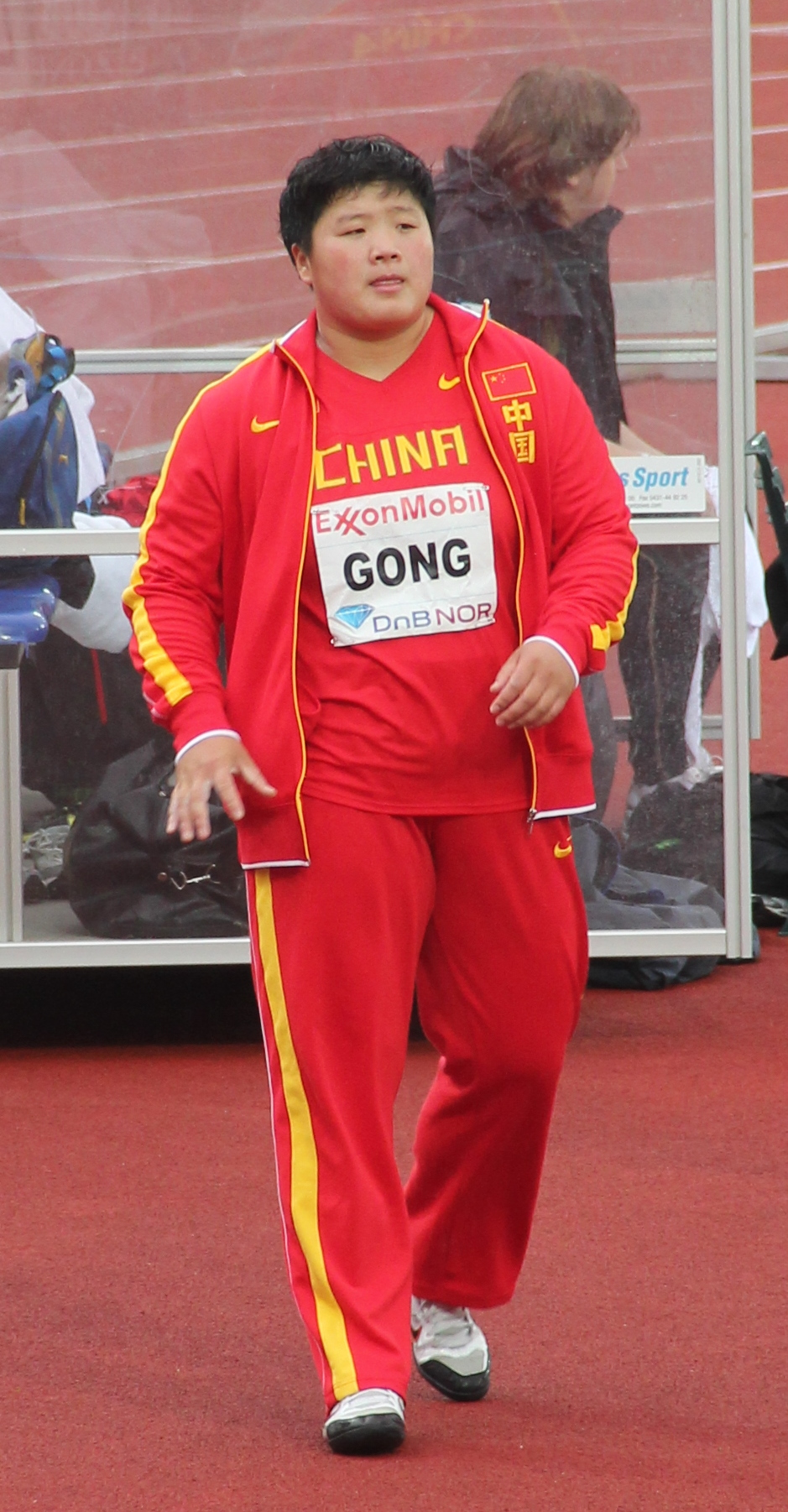
Gong Lijiao belegte Rang vier
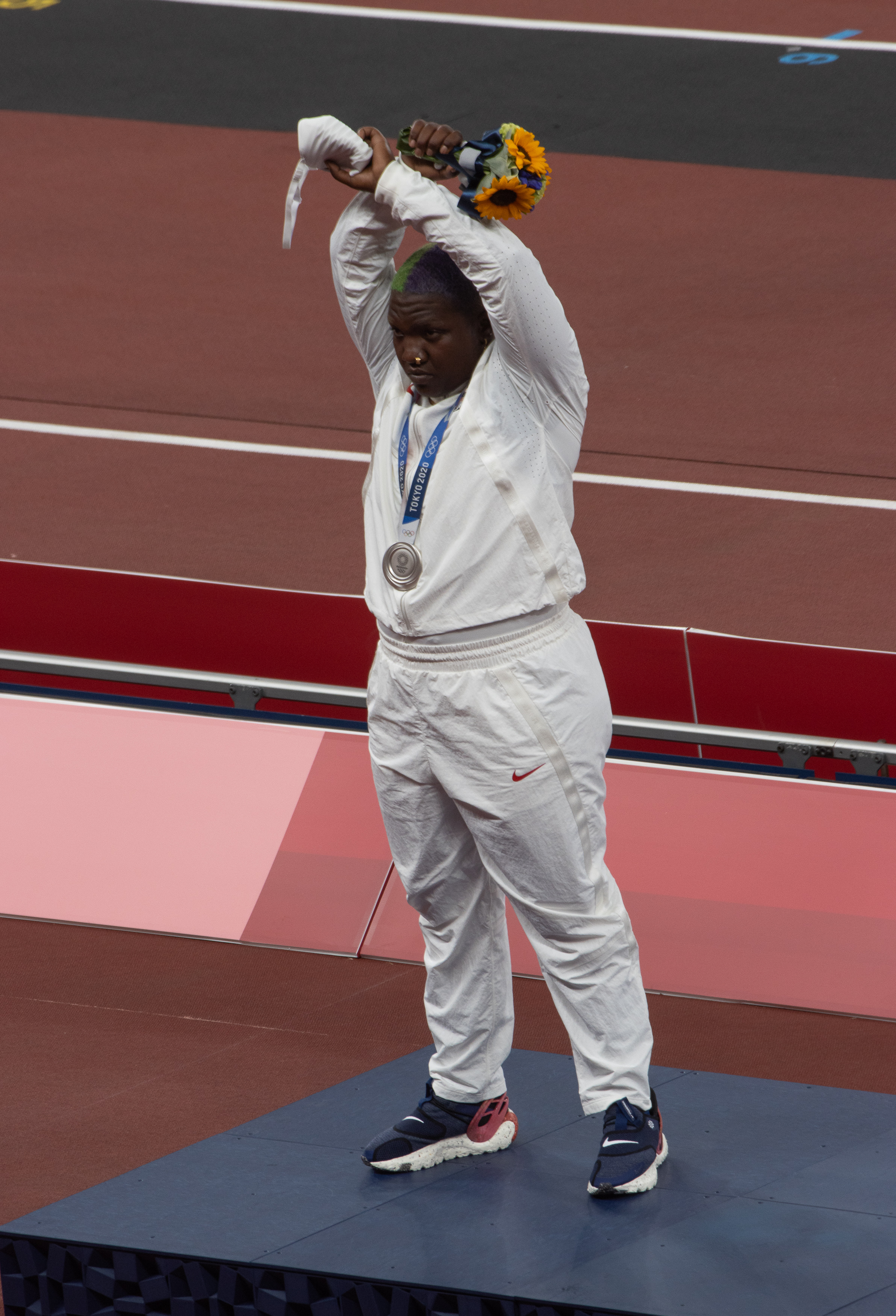
Platz fünf für Raven Saunders
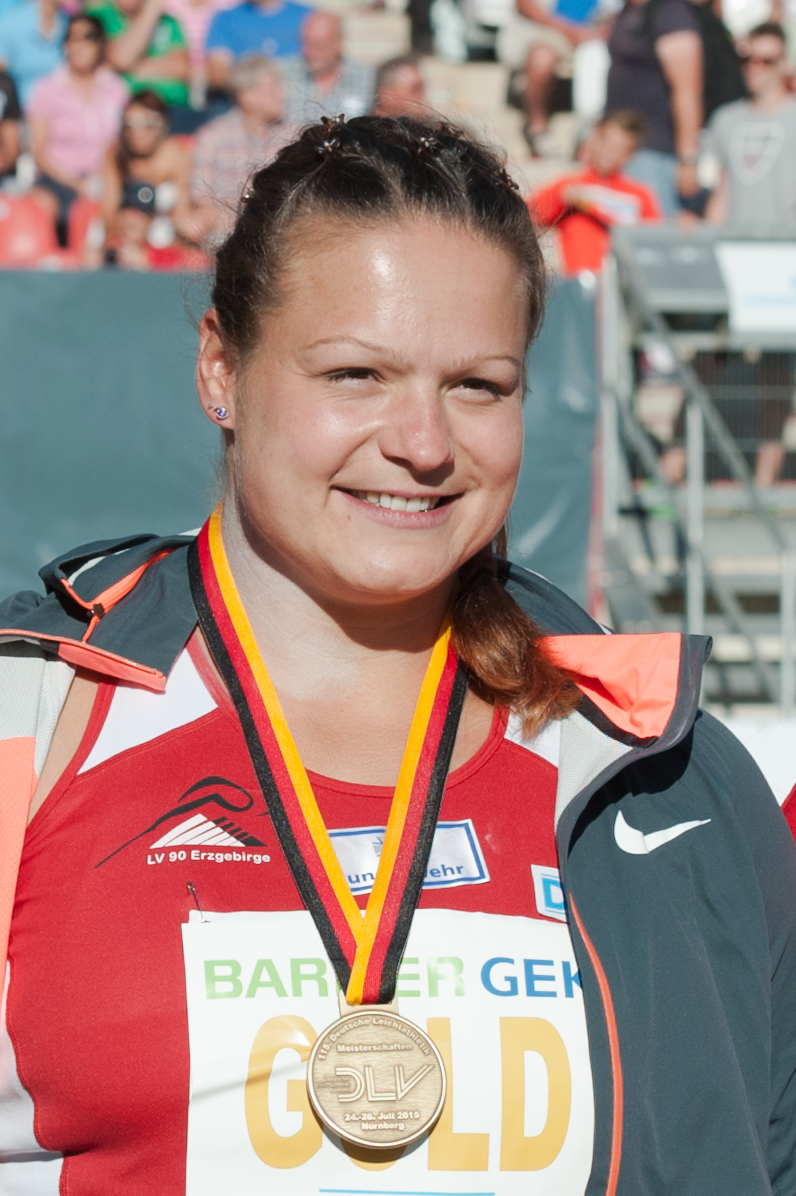
Christina Schwanitz kam auf den sechsten Platz
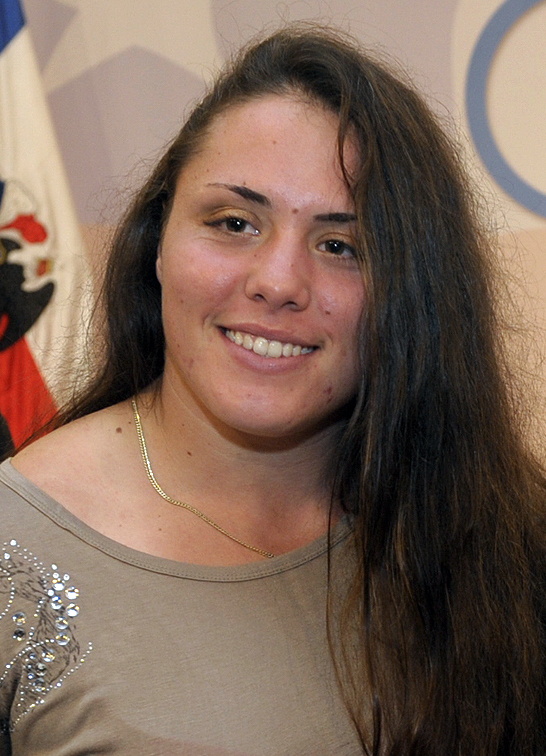
Natalia Ducó wurde Olympiazehnte

## Videolinks
- 2016 Rio Olympics Women's Shot Final, youtube.com, abgerufen am 13. Mai 2022
- Carter out-throws for Shot Put gold, youtube.com, abgerufen am 13. Mai 2022